# Vivo acá
Vivo acá es el segundo álbum en vivo editado por la banda de rock argentina Divididos, lanzado en el año 2003 por las discográficas EMI/Pelo Music. El disco mezcla canciones de discos anteriores, entre algunos cambios; "Sisters" está tocada con dos guitarras, con Ricardo Mollo y el guitarrista y cantante de Los Pericos, Juanchi Baleirón, que improvisan desde el principio hasta el final. "Agua en Bs. As." tiene una base más melódica que la de la canción original, y "Mañana en el Abasto", el clásico de Sumo, está tocado con base de guitarra eléctrica y vasta improvisación de voz de Ricardo Mollo, y, como factor singular, un erque improvisa y ayuda a llevar la canción. Este álbum estuvo durante varios años descatalogado, hasta que en 2016 fue reeditado, en esta ocasión con un nuevo formato (similar al de Amapola del 66) y un DVD con imágenes encontradas de aquellas presentaciones en el Teatro Gran Rex.

## Grabación
Durante sus presentaciones en el Teatro Gran Rex, los días 16, 17 y 18 de julio del año 2003, “La Aplanadora del Rock” decidió desdoblarse y a su ya famosa veta de rock intenso decidieron agregarla una sección electroacústica agregando guitarras acústicas, violín, cajón peruano, udú, entre otros dándole una versión distinta y sorpresiva en algunos casos a los mejores temas de su repertorio, que se plasmarían en su placa doble en directo, Vivo acá.
En el primer CD Divididos se vuelca más a lo acústico filtrando temas clásicos y unos nuevos por ese entonces, con versiones algo deslucidas de temazos como “Qué ves?”, “El burrito” y “Como un cuento” y otras que brillan: “Spaghetti del rock”, “Sisters”, “Dame un limón” y “15-5”, esta última con el agregado especial del pianista y multi intrumentista Mono Fontana, que le da otro salto de calidad. La segunda parte es la más excitante y relevante gracias a las estupendas interpretaciones de “Sábado”, “Vida de topos”, “Ala delta” y dos covers que ya hicieron propios “El arriero” y “Mañana en el Abasto”. Vivo acá es una muestra gráfica de lo que es capaz de entregar en el escenario, con distintas facetas, una de las bandas musicalmente más ambiciosas del rock argentino.

## Lista de canciones
Todas las canciones compuestas por Ricardo Mollo y Diego Arnedo, excepto las señaladas.

| Disco 1 | |          |  |
| N.º     | Título | Duración |  |
| 1.      | «Villancico Del Horror» (Mollo, Arnedo, Jorge Araujo)                                                                              | 3:59     |  |
| 2.      | «Casitas Inundadas, A Votar» (Mollo, Arnedo, Araujo)                                                                               | 6:10     |  |
| 3.      | «Como Un Cuento» (Mollo, Arnedo, Araujo)                                                                                           | 6:19     |  |
| 4.      | «¿Qué Ves?» (Mollo, Arnedo, Federico Gil Solá)                                                                                     | 2:53     |  |
| 5.      | «Gárgara Larga» | 4:24     |  |
| 6.      | «Spaghetti Del Rock» | 3:53     |  |
| 7.      | «Intro Ortega Y Gases / Andá A Lavartelos / Niño Hereje» (Mollo, Arnedo, Gil Solá, Néstor Morales / Mollo, Arnedo / Mollo, Arnedo) | 4:25     |  |
| 8.      | «Vengo Del Placard De Otro» | 3:44     |  |
| 9.      | «Sisters» (Mollo, Arnedo, Gil Solá)                                                                                                | 6:36     |  |
| 10.     | «Agua En Buenos Aires» | 4:40     |  |
| 11.     | «Dame Un Limón» (Mollo, Arnedo, Gil Solá, Gustavo Santaolalla)                                                                     | 4:18     |  |
| 12.     | «El Burrito» (Mollo, Arnedo, Gil Solá)                                                                                             | 3:36     |  |
| 13.     | «15-5» | 6:36     |  |
| 61:39   | |          |  |

| Disco 2 |                                                                                    |          |  |
| N.º     | Título                                                                             | Duración |  |
| 1.      | «Par Mil»                                                                          | 6:13     |  |
| 2.      | «El Arriero» (Atahualpa Yupanqui)                                                  | 7:44     |  |
| 3.      | «Salir A Comprar / Gol De Mujer» (Mollo, Arnedo, Gil Solá / Mollo, Arnedo, Araujo) | 6:52     |  |
| 4.      | «Sábado»                                                                           | 4:51     |  |
| 5.      | «Luca»                                                                             | 4:05     |  |
| 6.      | «Vida De Topos» (Mollo, Arnedo, Araujo)                                            | 5:21     |  |
| 7.      | «Ala Delta» (Mollo, Arnedo, Gil Solá)                                              | 5:49     |  |
| 8.      | «Mañana En El Abasto» (Luca Prodan, Mollo, Arnedo, Roberto Pettinato)              | 8:45     |  |
| 9.      | «Pepe Lui»                                                                         | 4:05     |  |
| 53:51   |                                                                                    |          |  |

## Personal
Divididos
- Ricardo Mollo: guitarras eléctricas, guitarras acústicas, bandurria, violín, guitarra de 12 cuerdas
- Diego Arnedo: balalaica, balalaica baja, bajo fretless, bajo eléctrico, bajo de 8 cuerdas, guitarra acústica, guitarra portuguesa
- Jorge Araujo: batería, cajón peruano, udú, guitarra acústica

Invitados
- Mono Fontana: teclados y efectos
- Pablo Rodríguez: saxo barítono, flauta
- Semilla Bucciarelli: acordeón y gráfica en escena
- Juanchi Baleirón: guitarra
- Fortunato Ramos: erke
- Tito Fargo: bandurria y guitarra

## Sencillos de difusión
- "Sisters" (2003)
- "Mañana en el Abasto" (2004)